# Carl von Stülpnagel
Heinrich Carl August von Stülpnagel-Dargitz (* 31. Januar 1788 auf dem Gut Grünberg, Uckermark; † 13. März 1875 auf dem Gut Lübbenow, Uckermark) war ein preußischer Verwaltungsjurist und Landrat im Kreis Prenzlau (1837–1863) der Provinz Brandenburg.

## Leben
Seine Eltern waren Karl Gottlob von Stülpnagel (* 14. September 1752; † 23. Februar 1802) und dessen zweiter Ehefrau Auguste Dorothea Wilhelmine Sophie von Dargitz (* 30. April 1764; † 25. Februar 1816) aus dem Haus Lübbenow. Der Generalleutnant Wolf Wilhelm Ferdinand von Stülpnagel war sein Stiefbruder aus der ersten Ehe seines Vaters.
Stülpnagel wurde zum Geheimen Regierungsrat ernannt. Er war Herr und Stifter des Familienfideikommiss Lübbenow. Der Nameszusatz Dargitz durch königliche Erlaubnis vom 16. Januar 1869 für den jeweiligen Besitzer zugelassen. Er war Mitglied und zeitweise Meister von Stuhl der Prenzlauer Freimaurerloge Zur Wahrheit.
Er heiratete 1816 Auguste Karoline Hübner (* 24. Dezember 1795; † 31. August 1849). Das Paar blieb ohne Nachkommen. Erbe wurde sein Neffe Alfred Wolf Friedrich von Stülpnagel-Dargitz (* 9. Juli 1834; † 7. April 1902).